# La cento chilometri
La cento chilometri (tdl. ‘Los cien kilómetros’), o La 100 chilometri, es una película de 1959 dirigida por Giulio Petroni.

## Argumento
Las vivencias deportivas de algunos practicantes de marcha atlética en Roma durante una carrera de cien kilómetros se entrelazan con sus experiencias personales. César, aunque no puede, hace todos los esfuerzos posibles para conseguir el premio, porque tiene que saldar la cuenta con el carpintero, que lo ha amenazado con quitarle la cama si no se apresura a pagarle. El abogado Corsetti participa porque perdió una apuesta, pero durante el recorrido es acosado persistentemente por un cliente que finalmente es detenido por la policía. Toccaceli, excampeón de la carrera durante muchos años, debe ceder el podio a los más jóvenes pero no quiere que su hijo, que siempre lo sigue en bicicleta, sepa que ya no es campeón. Sin embargo, el niño le asegura a su padre que siempre será lo mejor para él y que nunca lo dejará ir sin su cariño. Durante la carrera, el joven Stefano conoce a una estudiante del conservatorio, pero luego la pierde de vista; al final los dos se reencuentran y se declaran su amor mutuo.

## Reparto
- Massimo Girotti: Toccaceli.
- Mario Carotenuto: Abogado Corsetti.
- Yvonne Monlaur: Elena
- Geronimo Meynier: Stefano Lombardini.
- Edoardo Nevola: Tonino Toccaceli.
- Riccardo Garrone: Cesare Malabrocca.
- Marisa Merlini: Ángela, la esposa de Cesare.
- Carlo Angeletti: Alfredo Malabrocca.
- Nando Bruno: Nando.
- Raffaele Pisu: entrenador de Stefano Lombardini.
- Fred Buscaglione y las Asternovas: ellos mismos.
- Gianrico Tedeschi: el corredor n.º 65.
- Silvio Noto: Tartufadori, el corredor n.º 11.
- Valeria Fabrizi: Giuseppina.
- Carlo Taranto: Righetto.
- Tiberio Murgia: Carmine.
- Luigi Pavese: señor Eliseo.
- Carlo Pisacane: corredor desempleado.
- Toni Ucci: corredor.
- Carlo Giuffré: amante de Giuseppina.
- Enzo Garinei: Fotógrafo.
- Ivy Holzer: Miss Cento Chilometri.
- Alberto Talegalli: corredor con bigote.
- Alberto Rabagliati: amigo del abogado Corsetti.
- Gisella Sofio: la dama esnob del bar.
- Alberto Sorrentino: cliente serio en el bar.
- Arturo Bragaglia: corredor fascista nostálgico.
- Grazia Maria Spina: amiga flautista de Elena.
- José Greci: amiga violonchelista de Elena.
- Gaby Farinon: amiga violinista de Elena.
- Ferruccio Amendola: hermano de Elena.
- Mario Ambrosino: corredor llamado «Beethoven».
- Spartaco D'Itri: Spartaco.
- Gianni Agus: amigo del abogado Corsetti.
- Gigi Reder: corredora supersticiosa n.º 15.
- Mario De Simone: corredor n.º 99.
- Nino Marchetti: aficionado de la Roma.